# Berömda män som varit i Sunne
Berömda män som varit i Sunne är en bok av Göran Tunström från 1998.

## Handling
Boken handlar om Stellan Jonsson Lök, en handelsman som får i uppdrag att skriva en text till en jubileumsbok. Texten ska handla om berömda män som varit i Sunne. Lök som även är autografjägare påbörjar sitt arbete med stor entusiasm, men ju mer han börjar gräva finner han snart människorna bakom dessa berömda män. Bland annat astronauten Ed Odin som kommer tillbaka till sin födelsestad för att begrava sin mor, konstnären Pihlgren som inte längre kan måla, prästen Cederblom som inte längre tror. All efterforskning leder även till att Lök börjar finna sig själv.

## Om boken
Tunström är själv uppvuxen i Sunne och utgår oftast därifrån i sina romaner. Med Berömda män som varit i Sunne erhöll han Augustpriset för bästa skönlitterära bok 1998.